# Оса французская

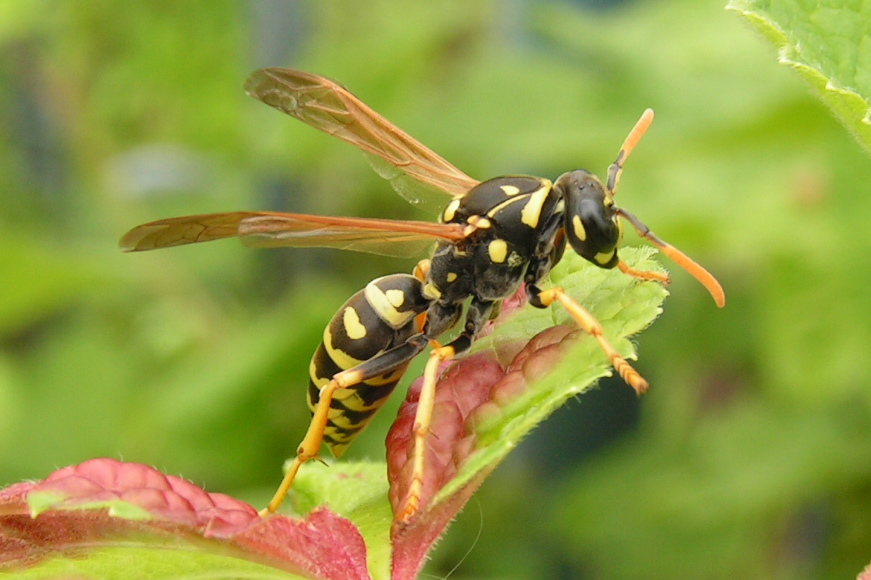
Polistes gallicus

Оса французская, или оса галльская (Polistes gallicus) — вид общественных ос из семейства Vespidae.

## Распространение
Средняя и южная Европа: Австрия, Албания, Венгрия, Греция, Испания, Италия, Кипр, Корсика, Крит, Мальта, Польша, Португалия, Сардиния, Сицилия, Словакия, Словения, Турция (европейская часть), Франция, Швейцария, Югославия.

## Описание
Длина самок 16 мм, рабочих особей около 14 мм. 6-й стернит брюшка самок жёлтый или частично чёрный в основании. В окраске преобладает жёлтый цвет.

## Синонимия
Многие годы Polistes gallicus смешивался с близким видом европейской бумажной осой Polistes dominula: до 1985 года почти каждая ссылка на «P. gallicus» на самом деле является указанием на Polistes dominula.
- Polistes foederata Kohl, 1898
- Polistes gallicus var. mongolicus Buysson, 1911
- Polistes omissus (Weyrauch, 1938)